# Бибиков, Дмитрий Гаврилович
Дми́трий Гаври́лович Би́биков (18 марта 1791 или 1792[…], Баловнёво, Рязанская губерния — 22 февраля [6 марта] 1870, Санкт-Петербург) — государственный и военный деятель Российской империи, генерал-адъютант и генерал от инфантерии (оба — 1843), важная фигура среди сановников николаевского царствования, киевский генерал-губернатор (1837—1852), министр внутренних дел Российской империи (1852—1855).

## Биография
Принадлежал к знатному роду Бибиковых. Родился в селе Баловнево (ныне Данковский район Липецкой области) в многодетной семье (6 сыновей и 7 дочерей) генерал-майора Гавриила Ильича Бибикова (1747—1803) от второго его брака с известной московской красавицей Екатериной Александровной Чебышёвой (1767—1833); племянник Е. И. Голенищевой-Кутузовой (супруги светлейшего князя Смоленского).
Службу начал в милиции Московского войска, в январе 1808 года поступил корнетом в Белорусский гусарский полк, a в 1810 году перешёл в лейб-гвардии Драгунский полк. С отличием участвовал в войне с турками.
Во время Отечественной войны 1812 года принимал активное участие в боях под Витебском, Смоленском, в Бородинском сражении. В последнем сражении был тяжело ранен в грудь и правую руку, ядром ему оторвало левую руку. Был награждён чином штабс-капитана, орденом Св. Анны 2-й степени, а 23 декабря 1812 года награждён орденом Св. Георгия IV степени.
Масон, член московской ложи «Александра к тройственному благословению», работавшей по Исправленному шотландскому уставу. Второй надзиратель ложи с 1818 года. Впоследствии собирался открыть масонскую ложу в Саратове.
Перейдя в гражданскую службу, последовательно занимал должности вице-губернатора владимирского (1819 — 10.04.1820), саратовского (10.04.1820—1821) и московского (1821—1824). С 1824 по 1835 год был директором департамента внешней торговли министерства финансов, причём особенно старался искоренять злоупотребления в таможенном ведомстве.
В 1837 году был назначен главой Юго-Западного края (киевский военный губернатор, подольский и волынский генерал-губернатор), с 29 декабря 1837 года — генерал-лейтенант. По указанию императора Николая I энергично боролся в вверенном ему крае с польским дворянским засильем и отстаивал интересы крестьянства, для чего обеспечивал проведение разбора шляхты и разработал инвентарные правила, нормировавшие отношения крестьян с помещиками. В связи с изданием Свода законов Российской империи, включавшего ряд норм местного законодательства, стал инициатором отмены в 1840 году действия Литовского Статута в западных губерниях. 1 января 1843 года был пожалован званием генерал-адъютанта. 10 октября 1843 года был произведён в генералы от инфантерии.
В докладе от 1844 года он писал: «Нельзя ручаться за будущее спокойствие края и его безопасность, доколе положение крестьян не будет улучшено и обеспечено мерами, исходящими от верховной власти». Для этого настойчиво проводил в жизнь идеи Манифеста о трёхдневной барщине, добиваясь чёткой регламентации повинностей крепостных крестьян.
В 1848—1852 гг. Бибиков был попечителем Киевского учебного округа.
Бибиков много сделал для благоустройства Киева. Особое внимание уделял женскому образованию и попечению о сиротах, выстроив в Киеве прекрасное здание для женского училища графини Левашовой. Для изучения древностей и природы края по его инициативе были образованы: Центральный архив, Временная комиссия для разбора древних актов и Постоянная комиссия для описания Юго-Западных губерний, издавшая ряд печатных трудов.
C 1848 года был членом Государственного совета. 30 августа 1852 года был назначен на должность министра внутренних дел, которую занимал ровно три года. В качестве министра, во время начавшейся Крымской войны, Бибиков внёс очень большой вклад в мобилизацию рекрутов, в обеспечение перемещаемых войск продовольствием и медикаментами, и в развитие с этой целью складской и дорожной инфраструктуры, причём, впервые особенно много внимания уделялось санитарным тыловым и фронтовым службам.
На посту министра Бибиков инициировал учреждение при Правительстве профессионального статистического комитета и принимал активное участие в разработке первых правил сбора статистической информации для этого комитета по городам и губерниям. Однако, с прогрессивными действиями этого министра сочетались и резко консервативные. Так, были ужесточены требования к учреждениям иноверческих конфессий, особенно католическим; одновременно, по его инициативе был создан комитет для пересмотра постановлений о расколе, в результате работы которого появился целый ряд новых полицейских ограничений для старообрядцев.
Важной заслугой Бибикова на посту министра стало издание в 1853 году циркуляра, ставшего первым государственным актом, официально подтверждающим Манифест о трехдневной барщине (через 56 лет после его издания). Но реализация Манифеста о трёхдневной барщине с распространением инвентарных правил, введённых в юго-западном крае империи, на белорусские и литовские губернии, натолкнулась на упорное сопротивление помещиков, которые добились от нового императора приостановки начатого Бибиковым введения инвентарей. В мае 1855 года Александр II приказал Бибикову взять обратно составленный им проект инвентарей и передать составление нового проекта региональным дворянским комитетам. А 30 августа 1855 года, всего через полгода после смерти так любившего его Государя, Бибиков, «по своей просьбе», был уволен от должности министра внутренних дел; но оставался при этом членом Государственного совета. Однако уже через неделю он вовсе оставил службу — «по болезни». Прожив ещё пятнадцать лет, держался вдали от общественной деятельности.
Умер Д. Г. Бибиков в Петербурге, где проживал в собственном великолепном доме (Миллионная улица, 17). Был погребен на Тихвинском кладбище Александро-Невской лавры.
Его богатейшая библиотека из 14 000 томов была пожертвована его дочерью Киевскому университету. Имя Бибикова до революции носил Бибиковский бульвар в Киеве (ныне бульвар Тараса Шевченко).
В честь Д. Г. Бибикова 7 сентября 2012 года приказом Федеральной таможенной службы РФ № 1804 учреждена ведомственная медаль «Дмитрий Бибиков». Аверс медали Бибикова повторяет дизайн аналогичных наград — медали Ушакова, медали Суворова, медали Нестерова.

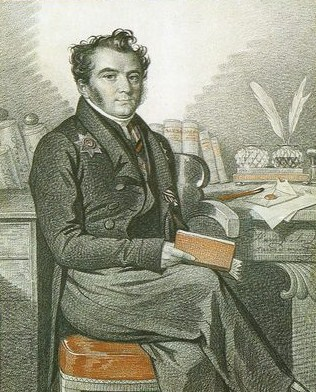
Портрет работы Карла Гампельна, 1820-е гг.
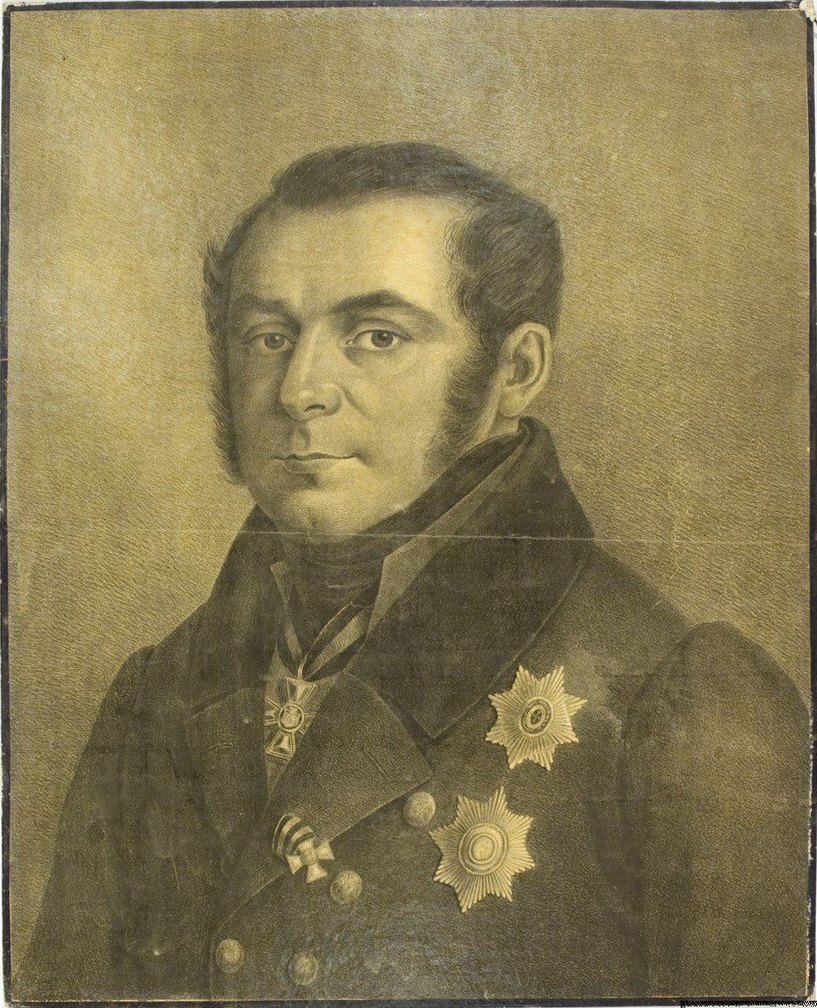
Портрет работы неизвестного художника, 1832-1835 гг.
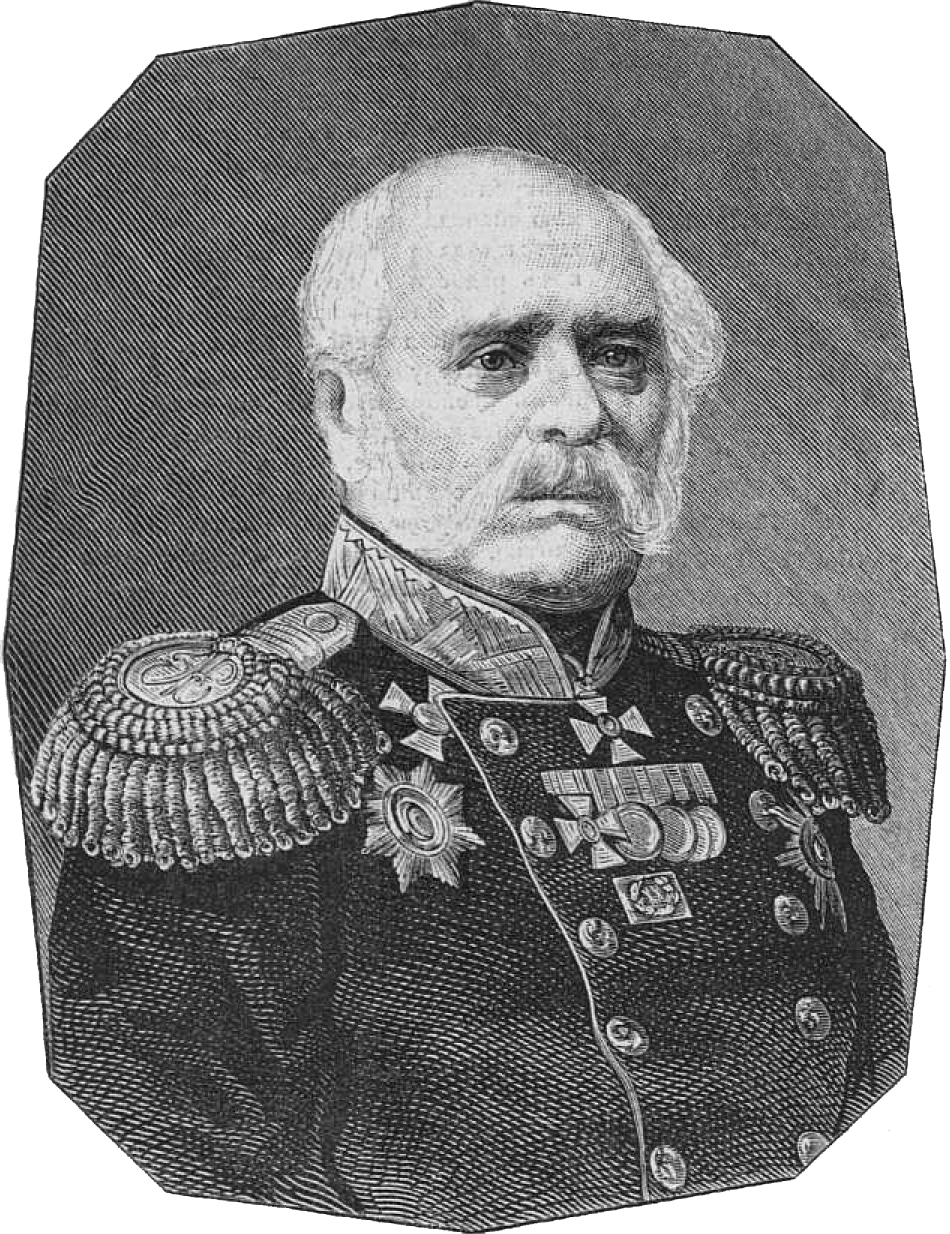
портрет работы Петра Бореля, 1850-е гг.
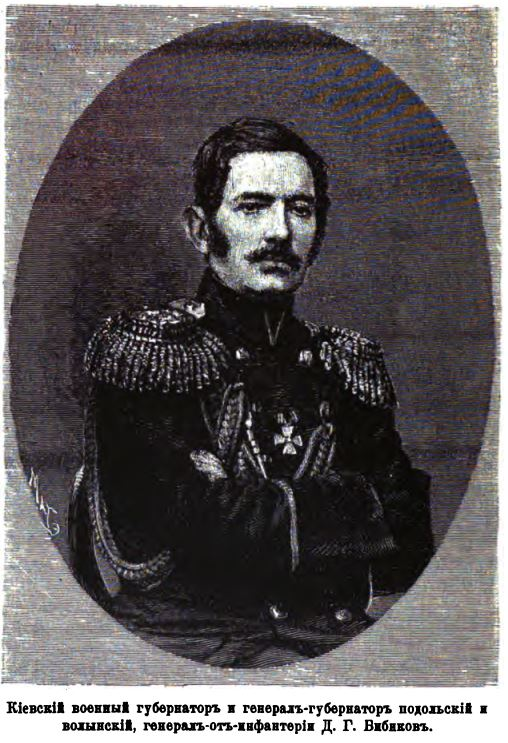
Бибиков Дмитрий Гаврилович
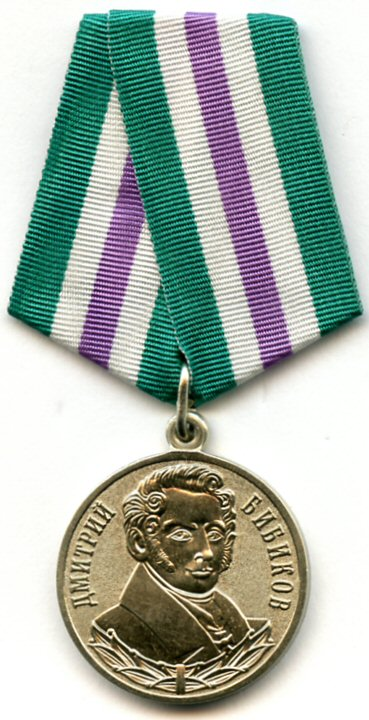
Медаль «Дмитрий Бибиков»

## Награды
- Орден Святой Анны 4-й степени (12.01.1810)
- Орден Святой Анны 2-й степени (05.11.1812)
- Орден Святого Георгия 4-й степени (23.12.1812)
- Орден Святого Владимира 3-й степени (09.06.1821)
- Орден Святого Владимира 2-й степени (09.05.1823)
- Орден Святой Анны 1-й степени (09.01.1825)
- Алмазные знаки к ордену Святой Анны 1-й степени (22.08.1826)
- Орден Святого Станислава 1-й степени (29.02.1828)
- Табакерка с шифром Его Императорского Величества (21.03.1830)
- Табакерка с портретом Его Императорского Величества (25.12.1830)
- Орден Белого орла (10.04.1832)
- Орден Святого Александра Невского (26.03.1839)
- Бриллиантовые знаки к ордену Святого Александра Невского (16.04.1841)
- Орден Святого Владимира 1-й степени (25.06.1848)
- Знак отличия беспорочной службы за XV лет (22.08.1828)
- Знак отличия беспорочной службы за XX лет (22.08.1831)
- Знак отличия беспорочной службы за XL лет (22.08.1854)

Иностранные:
- Австрийский орден Леопольда 1-й степени (1849)

## Семья
Жена (с 8 ноября 1825 года) — Софья Сергеевна Кушникова (1807—25.10.1890), богатая наследница, дочь бывшего петербургского губернатора С. С. Кушникова от брака с Екатериной Петровной Бекетовой, внучатая племянница Н. М. Карамзина. Получила, вместе с сестрой Елизаветой Сипягиной, от матери большое состояние, часть колоссальных мясниковских богатств. По словам Д. Фикельмон, мадам Бибикова была «женщина красивая, но какой-то застывшей красотой. Пользуясь её молодостью и неопытностью, бирюк-муж развил в ней мизантропию и внушил мысль, что все, ему подобные — чудовища. Он полагал, что таким образом она будет принадлежать только ему одному и он сохранит всю её любовь лишь для себя». Брак их был не особенно удачным. Бибиков был известен своими амурными похождениями и в бытность киевским генерал-губернатором прославился связью с женой своего правителя канцелярии, Н. Э. Писарева. По замечанию современника, оба супруга отличались крайней скупостью. Софья Сергеевна «барыня большого света, где не принято заниматься хозяйством, сама, заказывая обеды, назначала точное количество всякой провизии и даже число яиц для всякого кушанья, но этого никто не знал из посторонних. Одевалась она весьма прилично и в парадных случаях — богато. На званом бале можно было видеть на ней бриллиантов, жемчугов на несколько тысяч, но была до крайности бережлива; платья, сшитые пять лет назад, для придворных балов, у неё были как вчера сшиты». За заслуги мужа 21 апреля 1834 года была пожалована в кавалерственные дамы ордена св. Екатерины (меньшого креста). Умерла в Петербурге от старческого маразма, похоронена рядом с мужем на Тихвинском кладбище Александро-Невской Лавры. В браке имели 3 сыновей и 2 дочерей:
- Софья (20.05.1827—1907), супруга с 1853 года графа Д. А. Толстого, впоследствии министра внутренних дел.
- Сергей (06.08.1828[12]—1871), крещен 11 августа в Исаакиевском соборе при восприемстве дяди Г. Г. Бибикова и тетки М. Г. Дюклу.
- Дмитрий (29.04.1830[13]—27.07.1865), крещен 13 мая 1830 года в Пантелеимоновской церкви при восприемстве деда С. С. Кушникова и тетки В. Г. Муромцовой; женат (с 11 ноября 1856 года)[14] на фрейлине двора Елизавете Петровне Шереметевой (1835—1923), умер от стенокардии в Дрездене. "Интересно в этой связи дело студента 3-го курса юридического факультета Петербургского университета П. Вердеревского. Между ним и студентом 4-го курса того же факультета Д. Бибиковым во время ужина в ресторации Дюссо произошел пустяковый спор. Разгоряченные вином юноши договорились о дуэли. При разговоре присутствовали еще несколько студентов. В тот же вечер о предполагаемой дуэли было доложено попечителю округа. Будучи вызваны к нему для объяснения, молодые люди уверяли, что важной ссоры не было и что они уже помирились. Тем не менее Бибиков был отослан к матери, а Вердеревский... оставлен под арестом на 3 дня. Возможно, дело не получило бы продолжения, если бы молодые люди оставили намерение драться, однако они вновь условились о месте и времени дуэли. Информация об этом вновь своевременно достигла попечителя, который теперь обратился к министру и ходатайствовал об исключении Вердеревского. Бибикова же решено было оставить в университете из уважения к долговременной службе его отца, Киевского военного губернатора. На основании Высочайшей резолюции Вердеревский был исключен из университета и выслан на Кавказ рядовым, с выслугой не прежде трех месяцев. Прочие студенты, участвовавшие в пирушке, за неуведомление университетского начальства о дуэли были арестованы на неделю"[15].
- Николай (01.01.1833[16]—13.03.1837), крещен 26 января 1833 года в Пантелеимоновской церкви при восприемстве С. С. Кушникова и тетки М. Г. Дюклу.
- Зоя (1840—05.12.1906) — супруга князя Евгения Александровича Львова, затем международного дипломата А. П. Кассини.

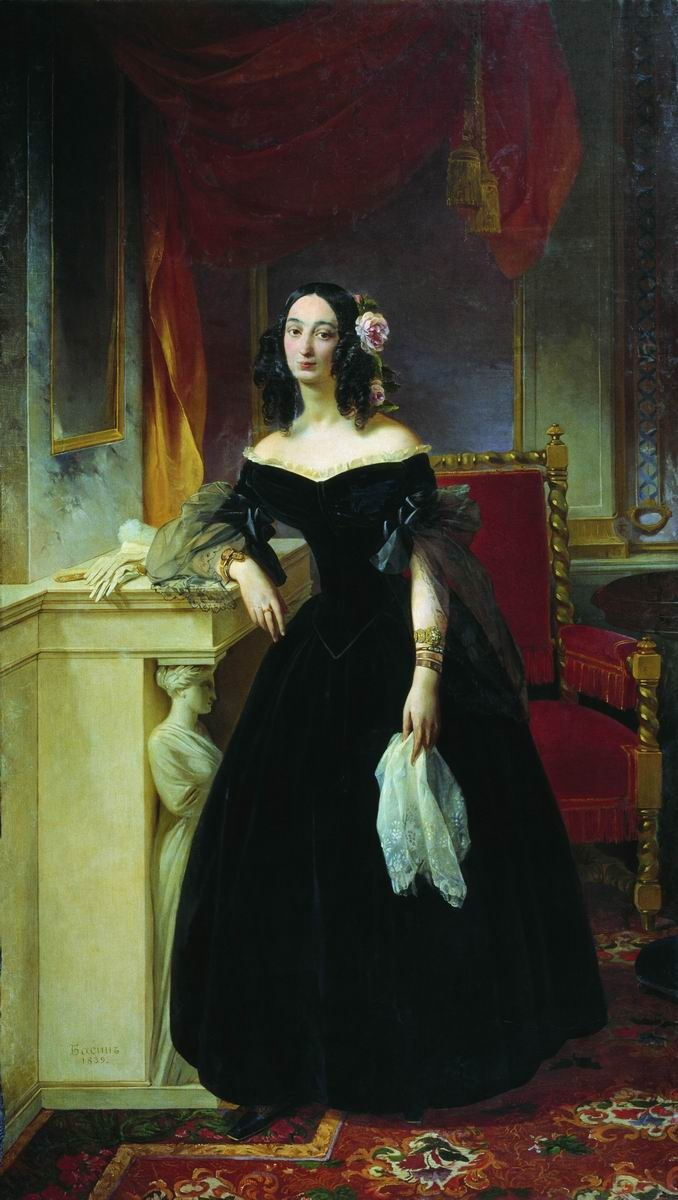
Софья Сергеевна Бибикова, портрет работы Петра Басина, 1839 г.
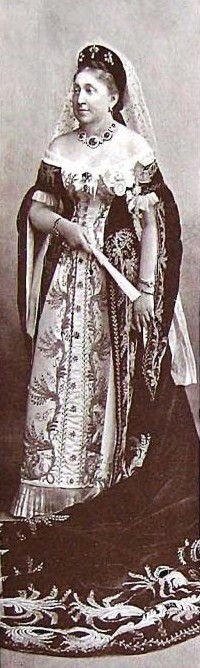
Софья Дмитриевна Бибикова, фото 1890-е гг.
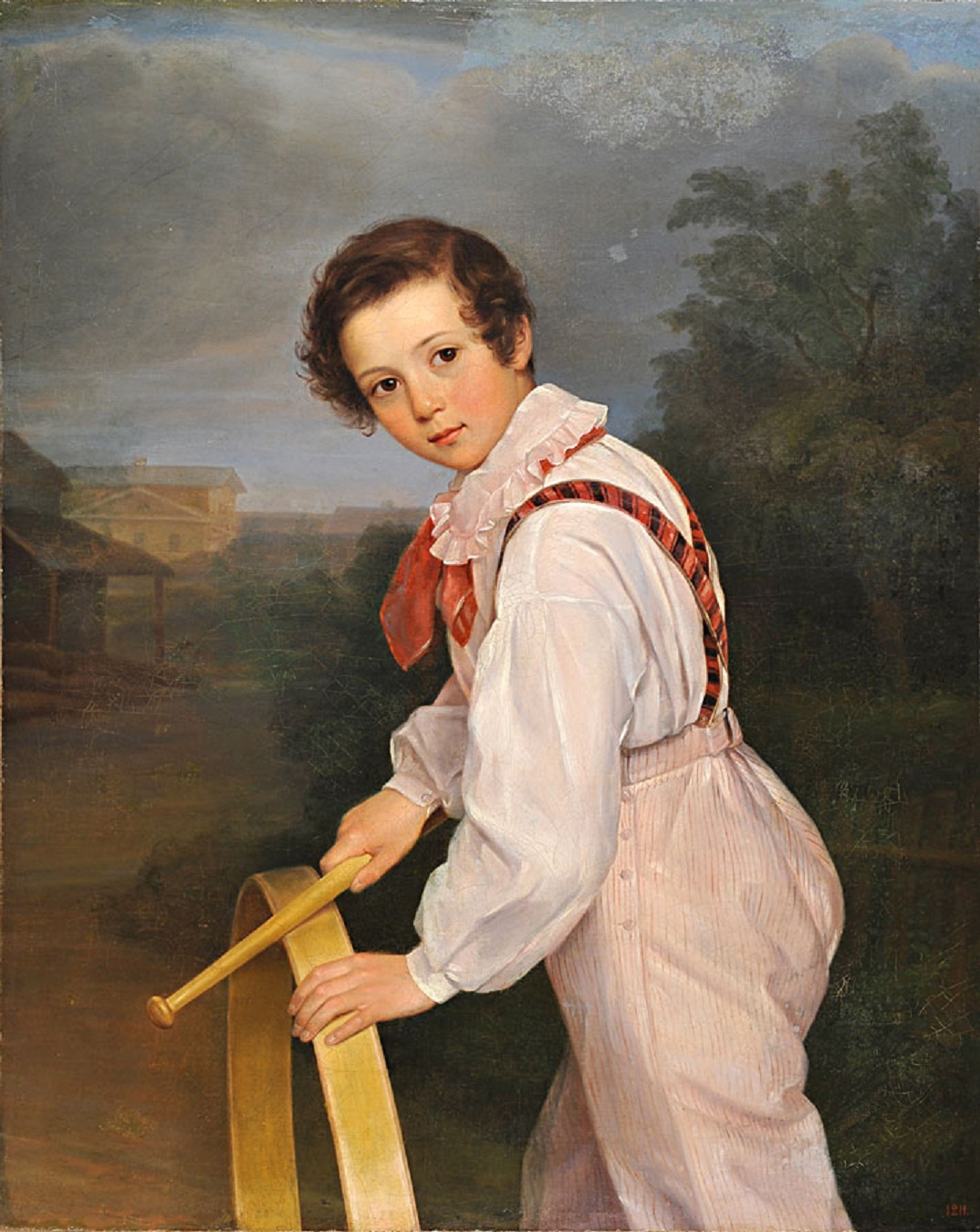
Сергей Дмитриевич Бибиков, портрет работы Пимена Орлова 1836 г.
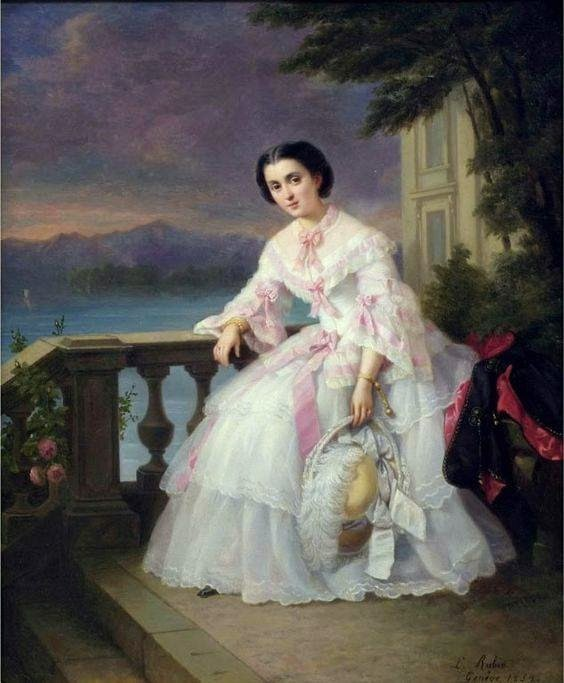
Зоя Дмитриевна Бибикова, портрет работы Луиджи Рубио, 1859 г.